# Parasyrphus
Parasyrphus (лат.) — род двукрылых из семейства журчалок.

## Описание
Длина тела имаго  5,6—11,3 мм. Лицо с хорошо выраженной чёрной продольной полосой. Иногда лицо бывает полностью чёрным. Задний край крыла без склеритизированных точек. Брюшко с жёлтым пятнами и перевязями

## Экология
Личинки обычно питаются тлями. Личинки Parasyrphus nirgitarsis известны как хищники яиц и личинок жуков-листоедов. Имаго летают вдоль лесных опушек.

## Классификация
В составе рода:
- Parasyrphus aeneostoma Matsumura, 1917
- Parasyrphus altimontanus Barkalov, 2005
- Parasyrphus ammosovi Bagatshanova, 1990
- Parasyrphus annulatus Zetterstedt, 1838
- Parasyrphus currani Fluke, 1935
- Parasyrphus genualis Williston, 1887
- Parasyrphus groenlandica Nielsen, 1910
- Parasyrphus insolitus Osburn, 1908
- Parasyrphus iraidae Mutin, 1987
- Parasyrphus kashmiricus Ghorpade, 1994
- Parasyrphus levinae Violovitsh, 1975
- Parasyrphus lineola Zetterstedt, 1843
- Parasyrphus macularis Zetterstedt, 1843
- Parasyrphus magadanensis Mutin, 1991
- Parasyrphus makarkini Mutin, 1991
- Parasyrphus malinellus Collin, 1952
- Parasyrphus melanderi Curran, 1925
- Parasyrphus minimus Shiraki, 1930
- Parasyrphus montanus Peck, 1972
- Parasyrphus nigritarsis Zetterstedt, 1843
- Parasyrphus proximus Mutin, 1991
- Parasyrphus punctulatus Verrall, 1873
- Parasyrphus relictus Zetterstedt, 1838
- Parasyrphus sapporensis Matsumura, 1918
- Parasyrphus semiinterruptus Fluke, 1935
- Parasyrphus sherpa Ghorpade, 1994
- Parasyrphus tarsatus Zetterstedt, 1838
- Parasyrphus thompsoni Ghorpade, 1994

## Распространение
Встречаются в Голарктике и Ориентальной области.